# CZ-2A
CZ-2A poznata još i kao Dugi Marš 2A je kineska raketa nosač razvijena tijekom 70ih godina 20. stoljeća. Raketa je lansirana samo jedanput, 5. studenog 1974., i to neuspješno. Raketa je kasnije zamijenjena s znatno naprednijom raketom CZ-2C.

### Specifikacije
| parametar           | vrijednost       |
| ------------------- | ---------------- |
| visina              | 32,00 m          |
| promjer             | 3,35 m           |
| masa                | 190000 kg        |
| broj stupnjeva      | 2                |
| nosivost (LEO)      | 2000 kg          |
| nosivost (GTO)      |                  |
| broj lansiranja     | 1                |
| uspješna lansiranja | 0                |
| prvo lansiranje     | 5. studeni 1974. |